# Mario Ferraro
Mario Ferraro (Toronto, Ontario, 17 de septiembre de 1998) es un jugador profesional canadiense de hockey sobre hielo que se desempeña en la posición de defensor izquierdo en San Jose Sharks, equipo de la National Hockey League (NHL).

## Carrera
Fue seleccionado en la segunda ronda en la NHL Entry Draft de 2017. En 2019 hizo su debut profesional con el equipo San Jose Sharks, donde lleva jugando cinco temporadas.